# Gun the Man Down
Gun the Man Down is een Amerikaanse Western uit 1956 met in de hoofdrollen James Arness en Angie Dickinson. De film werd geregisseerd door Andrew V. McLaglen en geproduceerd door John Wayne en diens broer Robert E. Morrison.

## Verhaal
Drie gangsters plegen een overval op een bank, maar Rem Anderson (James Arness), een van de drie bandieten, raakt gewond. Zijn twee kompanen stelen zijn deel in de buit, ontvoeren diens vriendin en laten hem achter, zodat hij opgepakt wordt door de sheriff. Wanneer hij na een jarenlange celstraf vrijkomt, besluit hij zijn oude kompanen op te zoeken ...

## Rolverdeling
| Acteur                  | Personage      |
| ----------------------- | -------------- |
| James Arness            | Rem Anderson   |
| Angie Dickinson         | Janice         |
| Robert J. Wilke         | Matt Rankin    |
| Emile Meyer             | Sheriff Morton |
| Don Megowan             | Ralph Farley   |
| Michael Emmet           | Billy Deal     |
| Harry Carry Jr.         | Deputy Lee     |
| Pedro Gonzalez-Gonzalez | Hotel man      |

## Trivia
- In deze film speelt Angie Dickinson haar eerste hoofdrol.
- Deze film is tevens de allereerste langspeelfilm geregisseerd door Andrew V. McLaglen.